# LMS 2形2-6-0蒸気機関車
LMS 2形2-6-0蒸気機関車（LMS 2がた2-6-0じょうききかんしゃ）は、イギリスのロンドン・ミッドランド・アンド・スコティッシュ鉄道（LMS）が導入した蒸気機関車の1形式である。ジョージ・イヴァットが設計した車輪配置 2-6-0の軽量客貨両用機で、1946年からイギリス国鉄発足後の1953年までに128両が製造された。Ivatt Class 2は、ロンドン、ミッドランド&スコットランド鉄道の中型機関車の設計に大きな影響を与え、LMSの機関車を近代化および改善するだけでなく、将来のイギリス国鉄2形2-6-0蒸気機関車の基盤を形成した。

## 概要
LMSの0-6-0タンク機関車は、中型機関車の設計のバックボーンを形成した。スタニエはより大型機関車の導入に集中しており、新しいクラスの中型機関車の導入はイヴァットに任されていた。Ivattがチーフメカニカルエンジニアとして2年間働いたのは予想外だった。IvattがCMEに選ばれるに至ったのはフェアバーンが突然の死を迎えたからである。およそ1年間のリーダーシップの中で、フェアバーンは、スタニエのバージョンの開発である彼のクラス4P 2-6-4タンク機関車の設計を1つしか完了できなかった。Ivattはすぐにトラクションの需要と新しい機関車が必要になる場所を検討し始め、すぐに設計を開始した。
国有化の2年前の1946年、イヴァットはクロスカントリーおよび支線での作業用に2つの新しい軽量設計を導入した。テンダーエンジンは2MT46400クラス、タンクエンジンは2MT41200クラスだった。
2の出力分類を持つ機関車は、重い車軸を搭載したエンジンを禁止したライトトレインまたはトラックを運搬するために不可欠だった。それにもかかわらず、1940年代の戦後の状況では、多くの古いクラスの0-6-0がまだこれらの重要な任務を遂行していた。古い車輪配置0-6-0のLMS 4F形蒸気機関車は、LMS貨物用機関車の中でも時代遅れな上に低出力だった。ウィリアム・スタニアは大型の機関車の導入に専念していたが、新しい形式の小型機関車の導入はジョージ・イヴァットに任されていた。彼は、同時に導入されたLMS 2形2-6-2T蒸気機関車の軽量型を設計した。そのため、Ivattは設計図に進み、
LMS 2-6-2T蒸気機関車 (ファウラー)から発展したLMS 2-6-2T蒸気機関車 (スタニア)の影響を受けた。1,350ガロン（6,100 l; 1,620米ガロン）と3ロングトン（3.05 t; 3.36ショートトン）の石炭を搭載したタンク機関車に対して、3,000ガロン（14,000 l; 3,600 米ガロン）の水と4トン（4.1 t; 4.5ショートトン）の石炭 ）を搭載した2形2-6-0の運行距離は飛躍的に伸びた。この結果、この機関車は軽量の客貨混合列車の牽引によく適していた。このタイプの機関車は、イギリス国鉄2形2-6-0蒸気機関車として再設計された。これらの機関車は、イギリス国鉄標準蒸気機関車の部品と修正された運転台および炭水車を装備し、どのような路線でも運用が可能だった。LMS 2形2-6-0蒸気機関車とイギリス国鉄2形2-6-0蒸気機関車は、ともに「ミッキーマウス」とよくあだ名された。
2-6-0クラスの基本的な寸法と機能には、2-6-0ホイール配置（連結ホイール– 5フィート（ft）、先行トラック– 3ft）、200 lbf / in2でプレスされたLMS Typenyボイラー、2つの外側シリンダーが含まれる。 （直径16インチ、ストローク24インチ）Walschaertsのバルブギアリングで動作し、総重量は47.10ロングトン（エンジンのみ）で、牽引力は17,410 lbf（BR 2MT）だった。このクラスは、4トンの石炭と3000英国ガロンを搭載し、入札荷重は35.15トンだった。
航続距離が長い2-6-0（タンク設計の1,350ガロンの水と3トンの石炭と比較して3,000ガロンの水と4トンの石炭）は、彼らの任務に非常に適しており、ドラフトに注意を払った。ダービーとスウィンドンの両方による問題は、すぐに成功した。
入札エンジンは128台製造され、国有化前に登場したのは20台のみだった。この設計は後にBR標準設計として採用され、1952年に2MT 78000クラスとして登場したが、46400クラスのメンバーはまだ製造されていた。クラスのほとんどはロンドンミッドランド地域に基づいていたが、一部は西部、東部、北東部、スコットランドの地域に基づいていた。
46400-46464は短いLMSスタイルの煙突を搭載し、46465以降はBRの背の高いパラレルタイプの煙突を搭載していた。46424は、1951年に実験的に細いストーブパイプの煙突を取り付け、「スプラウト」というニックネームが付けられた。
オリジナルのLMSエンジンは、BR製エンジンよりもピッチの低いボイラーとランニングプレートが小さかった。
1952年に、46460はスコットランドのセントクームス軽便鉄道で働くように移され、以前は支線で働いていたLNERF4エンジンに取り付けられていた牛キャッチャーが取り付けられた。

## 製造
1946年から1953年の間に、主にクルーで合計128台が製造された。20台はLMSによって製造され、6400 - 19の番号が付けられた。1948年の国有化では、40000が数字に追加され、46400–19になった。残りの108台の機関車は、46420から46527の番号で製造された。LMSはそれらを出力区分2F、BRを2MTとして分類した。
ダーリントンで作られた46台の機関車（46465 - 46502）は、イギリス国鉄の東部および北東部に割り当てられた。最後の25台（46503 - 46527）はスウィンドン工場で製造され、西部地域に割り当てられ、その結果GWRタイプの真空エジェクターと煙室扉が搭載された。スウィンドンの機関車は当初、縁取られた黒い塗装だった。ハンクス時代に、何両かは緑の塗装に変更され、残りは黒を維持した。
1961年から1967年に廃車された。